# Orpheus mit den Tieren (Anita Rée)

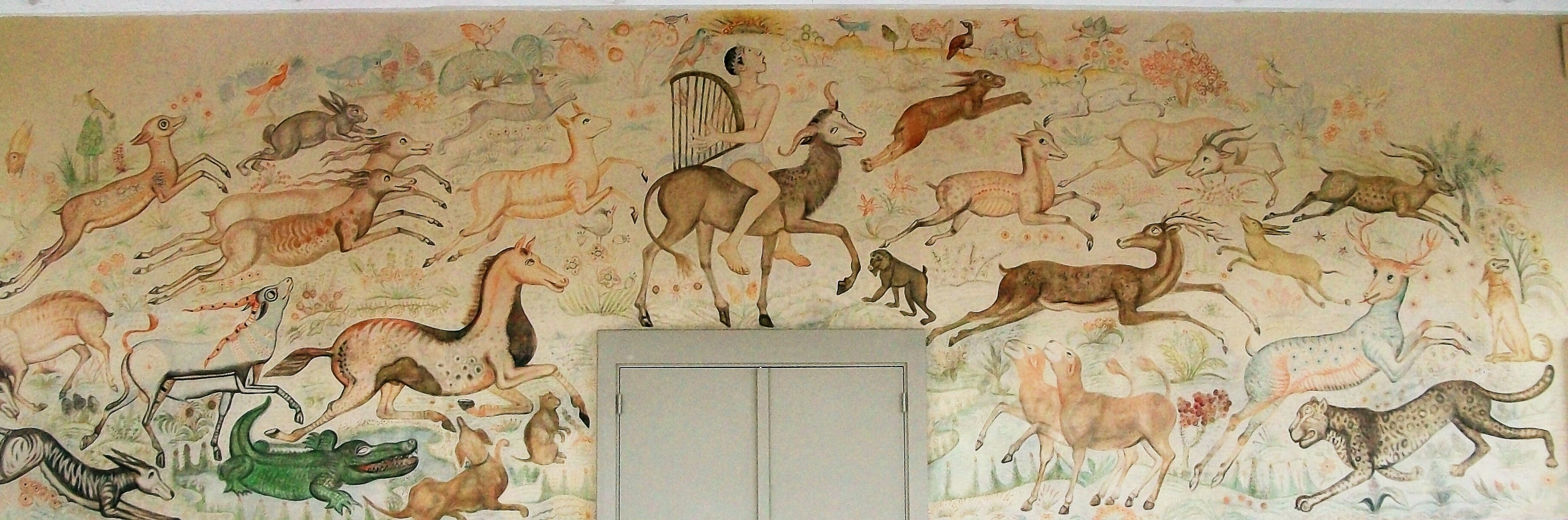
Das restaurierte Wandbild Orpheus mit den Tieren

Orpheus mit den Tieren ist der Titel eines 1930 geschaffenen Wandbilds der Malerin Anita Rée. Es ist mit Tempera auf Putz in Umrissmalerei ausgeführt worden und befindet sich an einer Wand im Gymnastiksaal der ehemaligen Oberrealschule für Mädchen in der Caspar-Voght-Straße in Hamburg-Hamm, dem heutigen Fokine-Studio der Ballettschule des Hamburg Balletts.

## Beschreibung

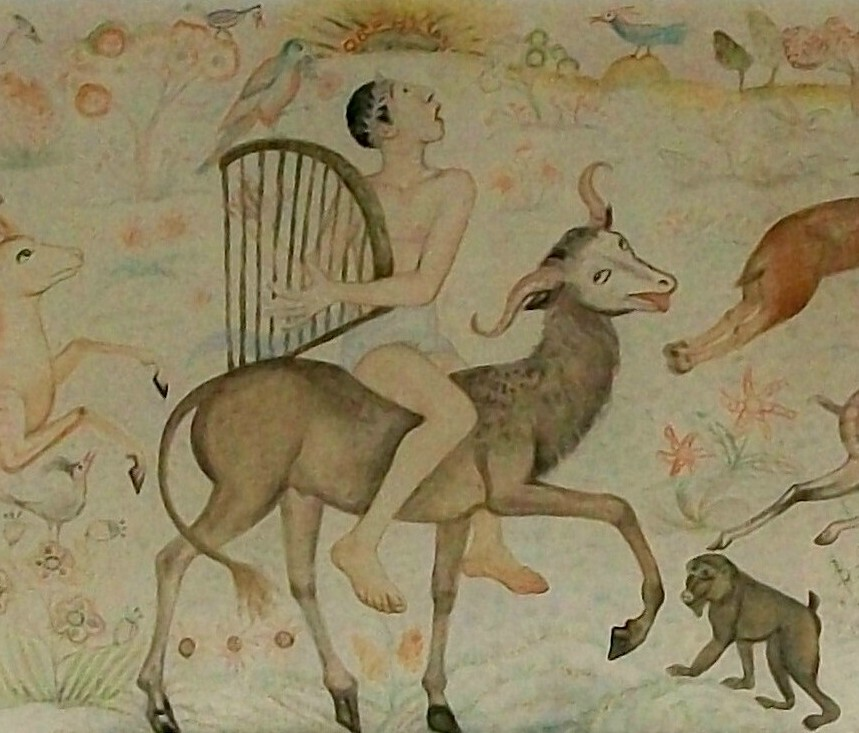
Detail: Orpheus als das zentrale Motiv

Abgestimmt auf die ursprüngliche Funktion des Raumes als Gymnastiksaal, thematisierte Anita Rée Musik und Bewegung anhand des Orpheus-Mythos. Die räumlichen Gegebenheiten wurden in die Ausführung einbezogen, so steht der auf einem antilopenähnlichen Tier reitende Orpheus zentral oberhalb einer Mitteltür. Der von ihm mit Gesang- und Leierspiel ausgedrückte Schmerz über den Verlust von Eurydike wird von einer Vielzahl phantastischer Tiere, Exoten wie Haus- und Waldtiere, aufgenommen, sie wenden sich dem Klagenden zu, umringen ihn und bilden innerhalb eines landschaftlich gestalteten Bogens einen bewegten Wirbel. Das gesamte Wandgemälde ist in zarten Farben gehalten.

## Hintergrund
Entstanden ist das Bild im Rahmen einer von dem damaligen Hamburger Oberbaudirektor Fritz Schumacher initiierten und der örtlichen Kunstpflegekommission durchgeführten Kunstförderung unter dem Titel Wandbilder in Hamburger Staatsbauten, die mit einem Notprogramm zwischen 1929 und 1932 Künstlern durch existentielle Krisen helfen sollte. Dabei wurden insgesamt 26 Aufträge an 16 Künstler für die Raumgestaltung in öffentlichen Neubauten, vornehmlich Schulen, erteilt. Der besondere Reiz bestand in den zu gestaltenden großen Flächen, die die Erprobung der in den 1920er Jahren vieldiskutierten Wandmalerei ermöglichte. Orpheus mit den Tieren war, nach der Gestaltung eines Konferenzraums in der Berufsschule Uferstraße mit dem Bild Die klugen und die törichten Jungfrauen, der zweite Auftrag an die Künstlerin in diesem Programm.
Rezipiert wird das Werk als ein Appell an gegenseitige Toleranz und friedliches Miteinander verschiedener Temperamente und der Realität der 1930er Jahre gegenübergestellt: „Für die jüdische Malerin, die bereits seit längerem öffentliche Angriffe der braunen Presse erlebte, wurde das Wandbild zum Symbol für ihren Rückzug in eine Ideal-Welt.“

## Zerstörung und Restaurierung
Das Wandbild wurde bereits vor der Machtübernahme der Nationalsozialisten zum einen als „entartet“ geschmäht, aber insbesondere angegriffen, weil es von einer jüdischen Künstlerin stammte. 1937 ließ man es übermalen. 1954 konnte es wieder freigelegt und notdürftig restauriert werden. Am 30. Juli 1954 wurde es unter Denkmalschutz gestellt. Um es zu schützen, überdeckte man es jedoch mit Holzpaneelen. Als die Schule von 1987 bis 1989 zum Ballettzentrum umgebaut wurde, legte man das Bild wieder frei und restaurierte es abermals.